# El Cordobés (Julio Benítez)
Pour les articles homonymes, voir Benítez et El Cordobés.
Julio Benítez Fraysse dit « El Cordobés » hijo, né le 1er mai 1985 à Cordoue (Espagne), est un matador espagnol. Il est le fils légitime de Manuel Benítez « El Cordobés », célèbre matador des années 1960.

## Carrière
- Débuts en public : Cantillana (Espagne, province de Séville) le 7 mars 2004 lors d’un festival aux côtés du rejoneador José Luis Cañaveral et des matadors José María « Manzanares »,  Juan Antonio Ruiz Román « Espartaco » et Pepe Luis Vázquez. Novillos de la ganadería de los Hermanos Tornay.
- Débuts en novillada avec picadors : Pontevedra (Espagne) le 22 août 2004 aux côtés du rejoneador João Moura et de Tomás Preciado. Novillos de la ganadería de Alcurrucén.
- Alternative : Cordoue le 25 mai 2007. Parrain, « Finito de Córdoba » ; témoin, « Cayetano ». Taureaux de la ganadería de Román Sorando.